# Aszály (film)
Az Aszály (eredeti cím: The Dry) 2020-as ausztrál bűnügyi filmdráma Robert Connolly rendezésében. A forgatókönyvet Connolly és Harry Cripps írta, Jane Harper azonos című 2016-os regénye alapján.A főbb szerepben Eric Bana, Genevieve O’Reilly, Keir O’Donnell és John Polson látható.
A Roadshow Films 2021. január 1-jén mutatta be a filmet Ausztráliában, amely pozitív véleményeket kapott a kritikusoktól. Az Amerikai Egyesült Államok 2021. május 21-én jelent meg az IFC Films forgalmazásában.

## Cselekmény
Aaron Falk visszatér a szárazság sújtotta szülővárosába, hogy részt vegyen egy temetésen. Visszatérése azonban egy több évtizedes sebet nyit fel – egy tinédzser lány megoldatlan halálesetét.

## Szereplők
| Szerep                 | Színész                          | Magyar hang           |
| ---------------------- | -------------------------------- | --------------------- |
| Aaron Falk             | Eric Bana                        | Mészáros Béla         |
| Aaron Falk             | Joe Klocek (fiatalon)            | Miller Dávid          |
| Gretchen               | Genevieve O’Reilly               | Létay Dóra            |
| Gretchen               | Claude Scott-Mitchell (fiatalon) | Staub Viktória        |
| Greg Raco              | Keir O’Donnell                   | Csőre Gábor           |
| Scott Whitlam          | John Polson                      | Forgács Péter         |
| Eleanor „Ellie” Deacon | Bebe Bettencourt                 | Nagy Katica           |
| Luke Hadler            | Martin Dingle-Wall               | Kenéz Ágoston         |
| Luke Hadler            | Sam Corlett (fiatalon)           |                       |
| Gerry Hadler           | Bruce Spence                     | Beregi Péter          |
| Barb Hadler            | Julia Blake                      | Császár Angela        |
| Grant Dow              | Matt Nable                       | Bede-Fazekas Szabolcs |
| Mal Deacon             | William Zappa                    | Harsányi Gábor        |
| Jamie Sullivan         | James Frecheville                | Mészáros András       |
| Rita Raco              | Miranda Tapsell                  | Molnár Ilona          |
| Sandra Whitlam         | Renee Lim                        | Tarr Judit            |
| Erik Falk              | Jeremy Lindsay Taylor            | Fillár István         |
| Dr. Leigh              | Daniel Frederiksen               | Lengyel Benjámin      |
| McMurdo                | Eddie Baroo                      | Törköly Levente       |

Jane Harper, akinek regénye alapján készült a film, egy temetési jelenetben szerepel.

## A film készítése
A regény megfilmesítési jogait Bruna Papandrea és Reese Witherspoon producerek 2015-ben vásárolták meg és Papandrea produkciós cége, a Made Up Stories lett a film gyártója. Eric Bana kapta meg Aaron Falk főszerepét, Gretchen szerepét Genevieve O’Reilly, Raco szerepét pedig Keir O’Donnell játszhatta el.
A forgatás 2019 márciusában kezdődött az ausztrál Victoria államban, többek között a Wimmera Mallee régióban.

## Bemutató
2020. augusztus 27-én tervezték bemutatni, de a COVID-19 világjárvány miatt elhalasztották. A világpremier 2020. december 11-én volt Melbourne-ben, a Roadshow Films pedig 2021. január 1-jén mutatta be Ausztráliában és Új-Zélandon.

## Fogadtatás

### Bevételi adatok
A film 20,1 millió ausztrál dolláros bevételt termelt, ezáltal bekerült a 2020-as év tíz legnagyobb bevételt hozó filmje közé.
A nyitóhétvégén 3,5 millió ausztrál dolláros bevételt hozott a jegypénztáraknál.

## Fordítás
- Ez a szócikk részben vagy egészben  a   The Dry (film) című angol Wikipédia-szócikk ezen változatának fordításán alapul.  Az eredeti cikk szerkesztőit annak laptörténete sorolja fel. Ez a jelzés csupán a megfogalmazás eredetét és a szerzői jogokat jelzi, nem szolgál a cikkben szereplő információk forrásmegjelöléseként.